# Kilcreggan
Kilcreggan (schottisch-gälisch Cille Chreagain) ist eine kleine Ortschaft in einer dünnbesiedelten Region der schottischen Council Area Argyll and Bute. Sie liegt am Ufer des Firth of Clyde gegenüber von Gourock und Greenock am Kopf der Halbinsel Rosneath.  Zusammen mit der nordwestlichen Nachbargemeinde Cove markiert sie die Einfahrt in den Meeresarm Loch Long. Helensburgh liegt etwa sechs Kilometer nordöstlich. Zusammen mit Cove lebten 1961 876 Personen in Kilcreggan. Bis zum Jahre 2001 hatte sich diese Zahl auf 1414 erhöht.
Die Ortschaft entwickelte sich als Wochenend- und Feriensiedlung, die von Glasgow aus über den Hafen von Gourock schnell erreichbar ist. Diese Fährverbindung, die direkt am Schiffsanleger von Kilcreggan endet, existiert noch heute. Die Überfahrt von Gourock nimmt zwölf Minuten in Anspruch. Außerdem besteht eine regelmäßige Fährverbindung zwischen Kilcreggan und Helensburgh. Die Überfahrt dauert etwa 15 Minuten. Kilcreggan ist durch die B833 die weitgehend entlang der Küste von Rosneath verläuft an das Straßennetz angeschlossen. In der Ortschaft befinden sich mit der Villa Glen Eden ein Denkmal der höchsten schottischen Denkmalkategorie A. Knockderry Castle liegt etwa fünf Kilometer nordwestlich in Cove.